# Мадона Дел’Алберо (Равена)
Мадона Дел’Алберо (итал. Madonna Dell'Albero) је насеље у Италији у округу Равена, региону Емилија-Ромања.
Према процени из 2011. у насељу је живело 1471 становника. Насеље се налази на надморској висини од 2 м.